# Nadar

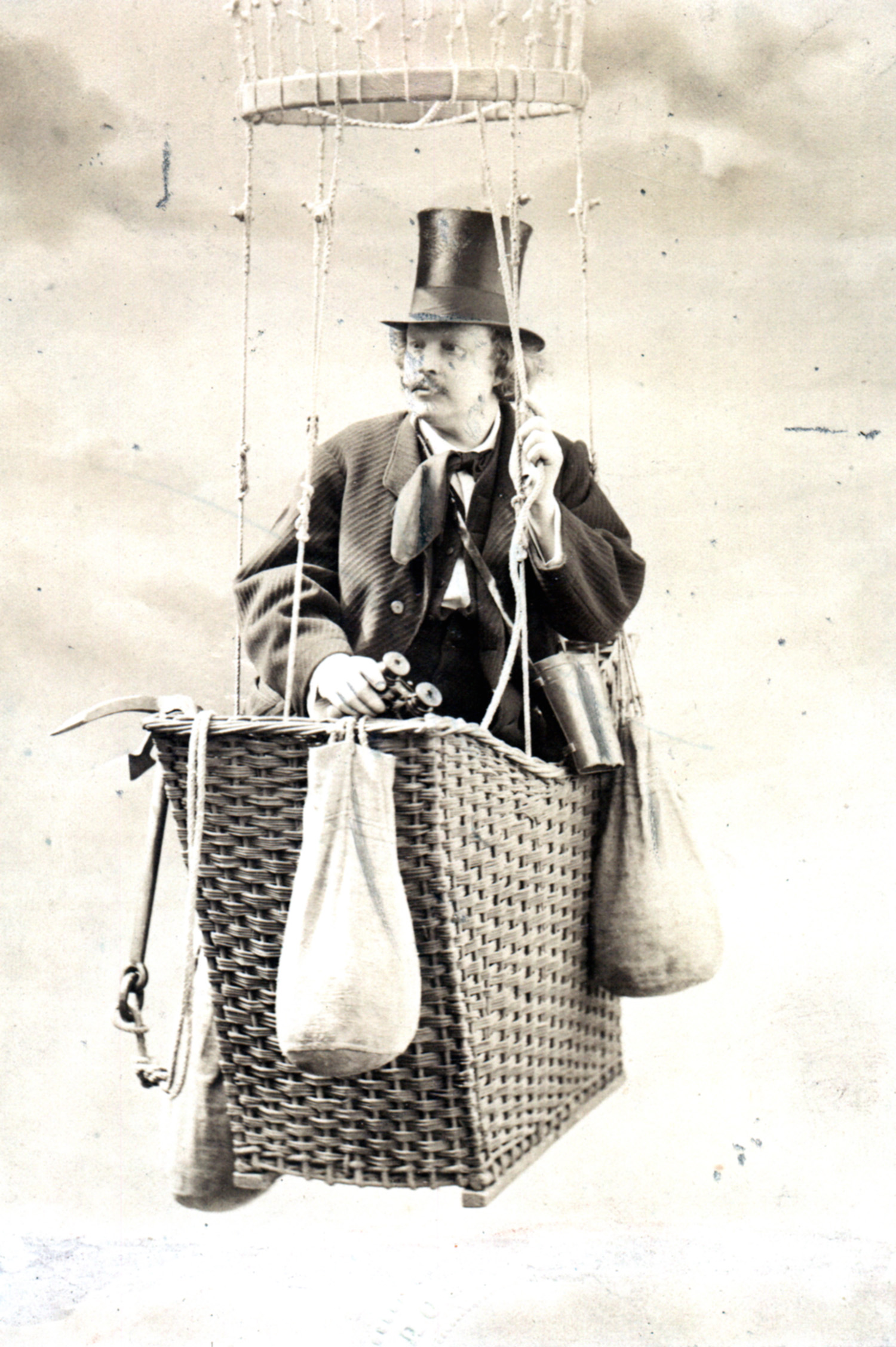
Portrét Nadara v balónu, ze sbírky Smithsonian Institution

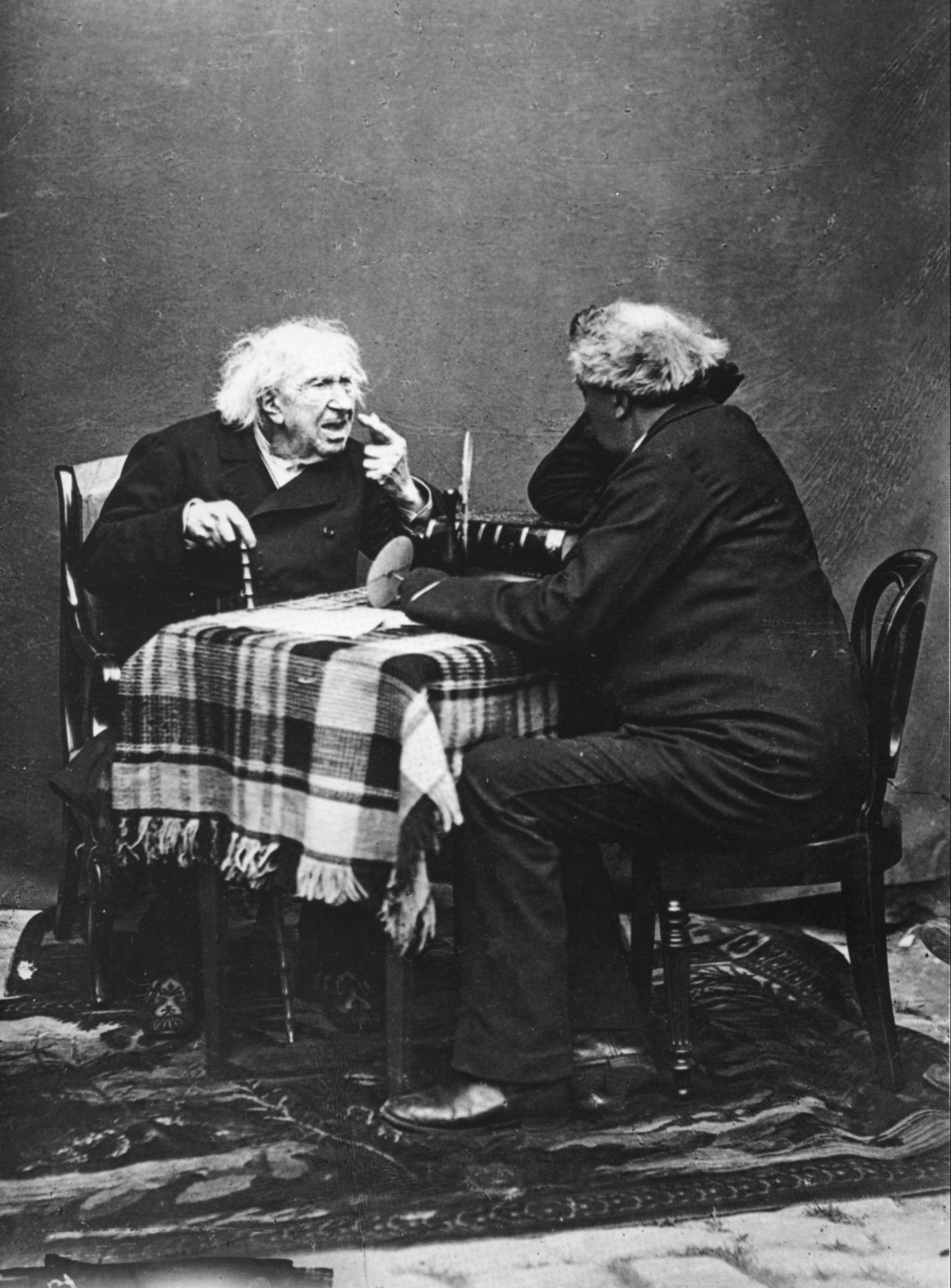
Félix Nadar, Paul Nadar: Rozhovor pana Nadara s panem Chevreulem v den jeho stých narozenin, 1886

Gaspard-Félix Tournachon, známější pod pseudonymem Nadar (6. dubna 1820 Paříž – 21. března 1910 Paříž), byl francouzský fotograf, průkopník portrétní a balónové fotografie, karikaturista, novinář, spisovatel a vzduchoplavec.
Je autorem řady portrétů celebrit své doby, byl také autorem prvních leteckých fotografií na světě. Nadarovy průkopnické pokusy dostat fotografický přístroj do vzduchu odstartovaly éru leteckého průzkumu a fotografie, na níž mnohem později navázalo kontinuální pořizování obrazů Země z vesmíru.

## Život a dílo
Narodil se v Paříži (ale některé zdroje uvádějí Lyon). V roce 1848 pracoval jako karikaturista pro noviny Le Charivari, ale v roce 1849 si založil vlastní časopisy Revue comique a Petit journal pour rire. Váhal, zda má dát přednost medicíně, psaní nebo kresbě karikatur, až jednoho dne dostal od kamaráda fotografickou kameru. V roce 1853 udělal v Paříži své první fotografie, v roce 1858 jako první na světě udělal ve stejném městě letecké snímky z balónu. Byly to vůbec první fotografie ze vzduchu, Nadar si nechával radit od svého krajana Aimého Laussedata. Tuto událost zachytil na karikatuře kreslíř Honoré Daumier.
Během své fotografické kariéry vyfotografoval řadu nejslavnějších osobností své doby, jako byli například Franz Liszt, Charles Baudelaire, Hector Berlioz, Alexandre Dumas, Gioacchino Rossini, Jacques Offenbach, Georges Sand, Gérard de Nerval, Édouard Manet, Gustave Doré, Gustave Courbet a mnozí další. Vyhýbal se využívání rekvizit, aby vynikly portrétované osobnosti. Nikdy portrétované neretušoval, věřil totiž, že vrásky nebo kazy pleti hovoří o duševním rozpoložení daného člověka a zpětně vypovídají o prožitém. Věnoval se též erotické fotografii. Jeho konkurentem na poli portrétní fotografie byl autor levných a dostupných fotografických vizitek, Francouz André-Adolphe-Eugène Disdéri.
V roce 1861 získal povolení fotografovat pařížské stoky a katakomby. Po fotografiích těchto míst byla v té době velká poptávka, čehož si byl Nadar vědom. Zároveň věděl, že není snadné se do těchto míst dostat a také chtěl experimentovat s elektrickými světly podle jeho vlastního návrhu, které používal ve studiu. Zjistil, že i s elektrickými světly je nutná expozice příliš dlouhá, pro užití lidí jako modelů, proto je nahradil figurínami, které oblékal jako dělníky, návštěvníky apod. Jediným živým modelem, byl od sám na vlastním autoportrétu. Projekt byl publikován jako poutavá fotografická esej nazvaná „Paříž nahoře i dole“, publikovaná v roce 1867. Fotografie katakomb Nadarovi přinesly značnou publicitu.
Nadar se také zapsal do dějin malířství. Přátelil se s mnoha pařížskými avantgardními malíři. V dubnu 1874 jim poskytl prostory pro podnik, pro který se později ujal název První impresionistická výstava. Zúčastnilo se jí 31 umělců, mj. Claude Monet, Edgar Degas, Camille Pissarro, Paul Cézanne, kteří vystavili 165 katalogových položek.
Pseudonym Nadar používal se svolením otce i jeho syn Paul Nadar. Postupem času se estetické portréty Nadara staly obětí konvencionalizmu a komercializace. Místo velkorozměrných snímků s nejmenšími detaily na mokrých kolódiových deskách se Nadar začal věnovat lukrativnějším carte de visite. V roce 1871 zavřel fotografické studio na Boulevard des Capucines a přestěhoval se do ulice d’Anjou 51. Ateliér začal vést jeho syn Paul Nadar se svou matkou, avšak zaměřil se na zisková a populární témata a zůstal u banální roviny fotografie, kterou dotvářel pomocí dekorativního pozadí, hraných vymyšlených póz a bohatých rekvizit.
Nadar se do činnosti studia nezapojoval a ani neschvaloval změny, které v něm nastaly. Uprostřed 80. let se otec se synem usmířili, což vedlo ke společnému podniku s názvem Entretien de M. Nadar avec M. Chevreul, le jour de son centenaire (Rozhovor pana Nadara s panem Chevreulem v den jeho stých narozenin). Jednalo se o rozhovor s lékárníkem Michelem Eugenem Chevreulem, který Nadar řídil a Paul fotografoval. Soubor fotografií, který se objevil v časopise L'Illustration v roce 1886, je považován za průkopnickou práci v historii vývoje fotografické reportáže a první foto-rozhovor.
V roce 1886 převzal Paul Nadar vedení podniku. Po vzoru svého otce začal fotografovat z balónu, v roce 1890 se vydal na cestu z Evropy do Turkestánu ve stopách bývalé Hedvábné stezky a fotografoval navštívená místa. Používal nové zařízení Kodak a brzy se stal zástupcem této společnosti.
Paul Nadar se v roce 1895 stal oficiálně majitelem ateliéru svého otce a vedl jej až do své smrti v roce 1939. Během několika dalších let jej vedla jeho dcera Martha, ale nakonec byl uzavřen. Celé studiové vybavení, negativy i fotografie Nadara staršího i Paula Nadara prodala francouzské vládě druhá manželka Paula Nadara Anne.

## Balónové létání
V roce 1863 Nadar sestrojil na svou dobu obrovský balón Le Géant, s nímž se pokusil cestovat podobně jako hrdinové Vernova románu Pět neděl v balóně (který vyšel v témže roce). Projekt ale skončil v roce 1874 neúspěchem. Ještě však během obléhání Paříže 1870–1871 zorganizoval balónovou přepravu, která v 66 balónech přepravila z obleženého města 11 tun zásilek (2,5 mil. dopisů).
Nadar posloužil Julesu Vernovi jako předloha pro postavu Michela Ardana (jméno je přesmyčkou jména Nadar) v románu Ze Země na Měsíc.

## Ocenění
Ve Francii dostávají nejlepší fotožurnalisté cenu Prix Nadar, kterou uděluje společnost Gens d’Images.

## Pseudonym
Nadar jako pseudonym po nějaký čas používal i jeho bratr Adrian (Adrien Tournachon), a označoval jím své fotografie. Tento podpis způsobil zmatek a byl příčinou soudní pře mezi oběma bratry, která trvala od března 1856 do prosince 1857. Soud nakonec svolil používat pseudonym pouze Felixovi jako jedinému uživateli pseudonymu. Tento proces je jedním z prvních svého druhu, který se zabývá autorstvím fotografa. S laskavým svolením svého otce používal dále pseudonym Nadar jeho syn Paul.

## Galerie
| „       | Nejlépe fotografuji lidi, které znám nejlépe. | “ |
| — Nadar |                                               |   |

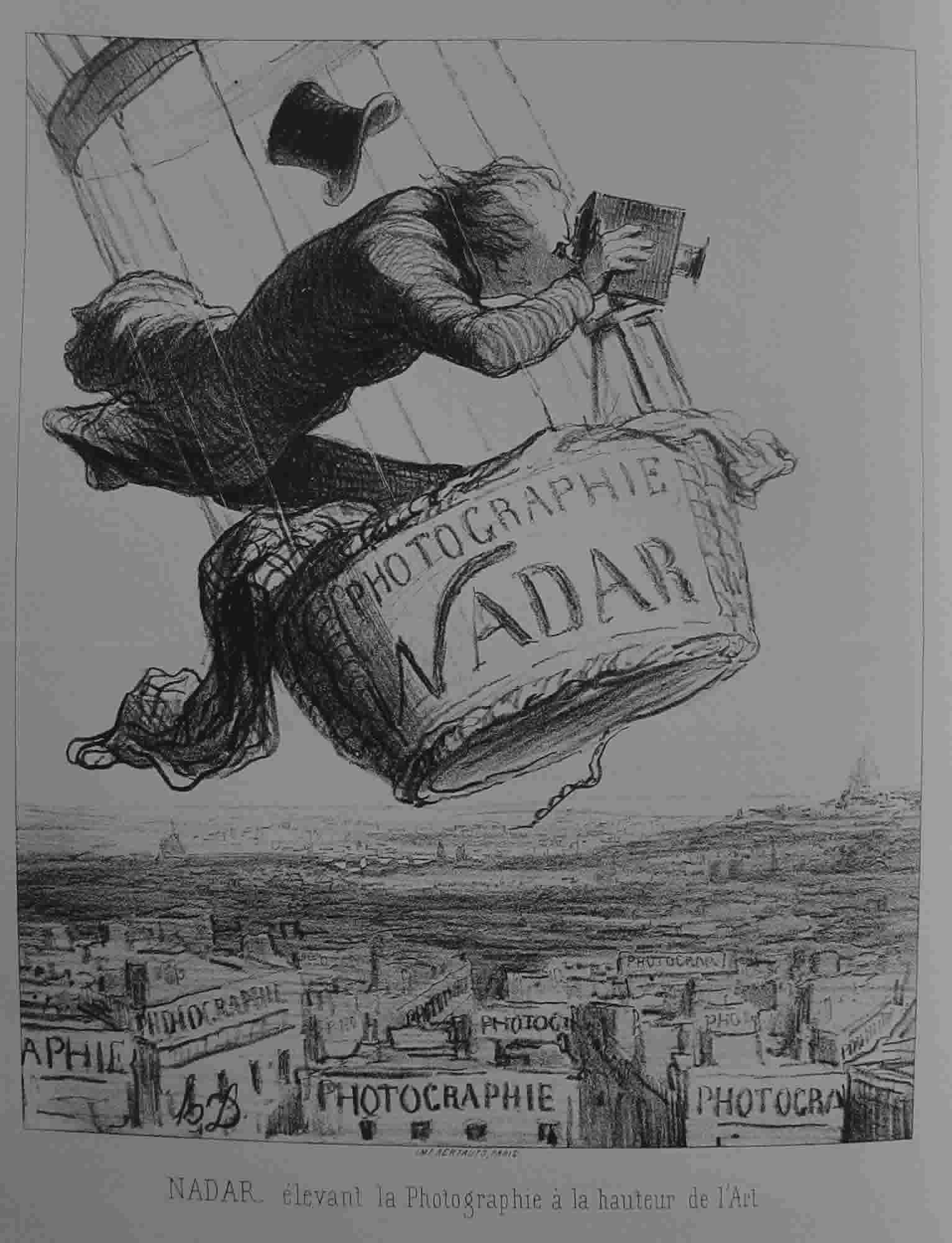
Honoré Daumier: Karikatura vzduchoplavce Nadara v balónu nad Paříží, 1858
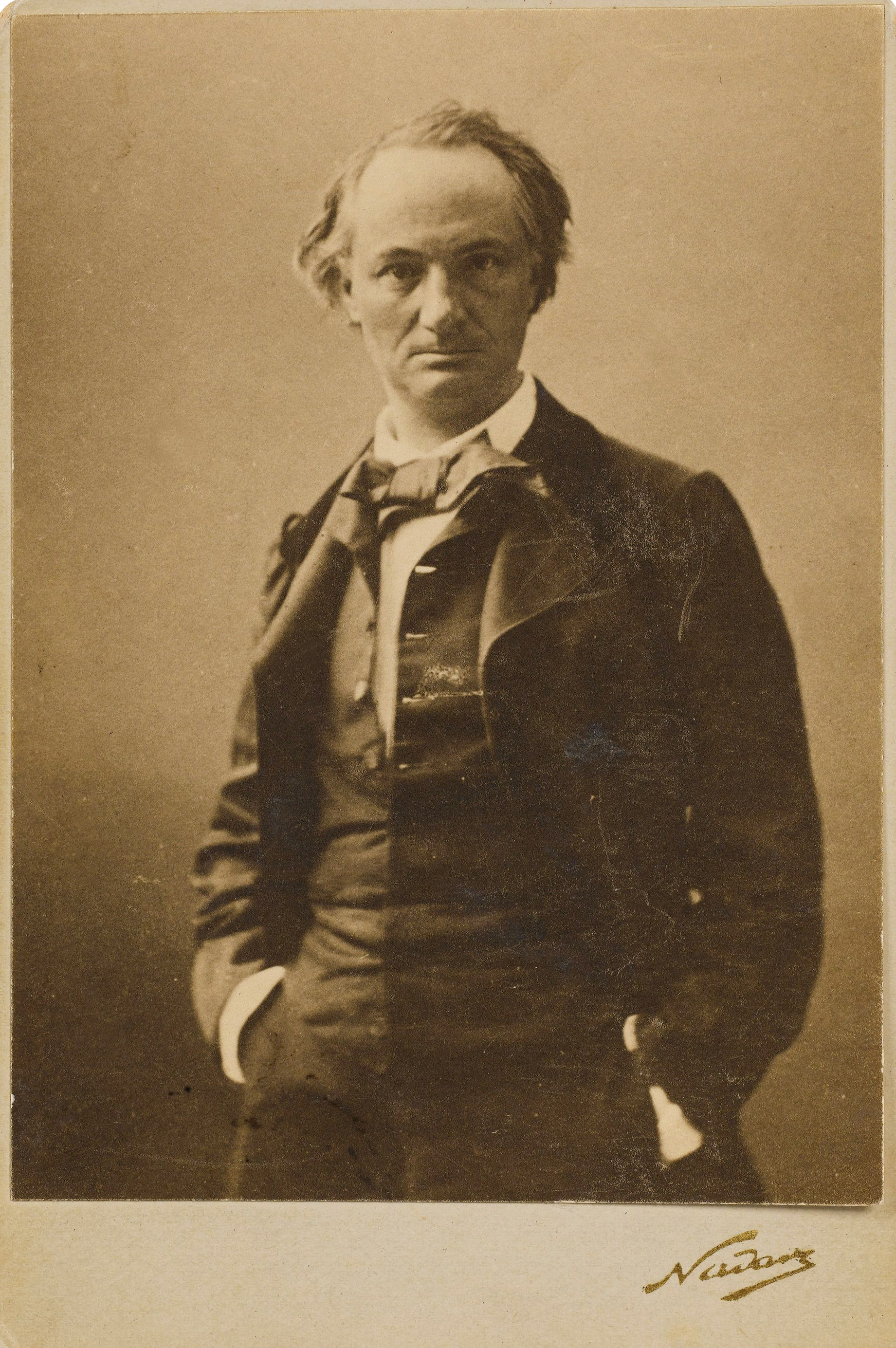
Charles Baudelaire
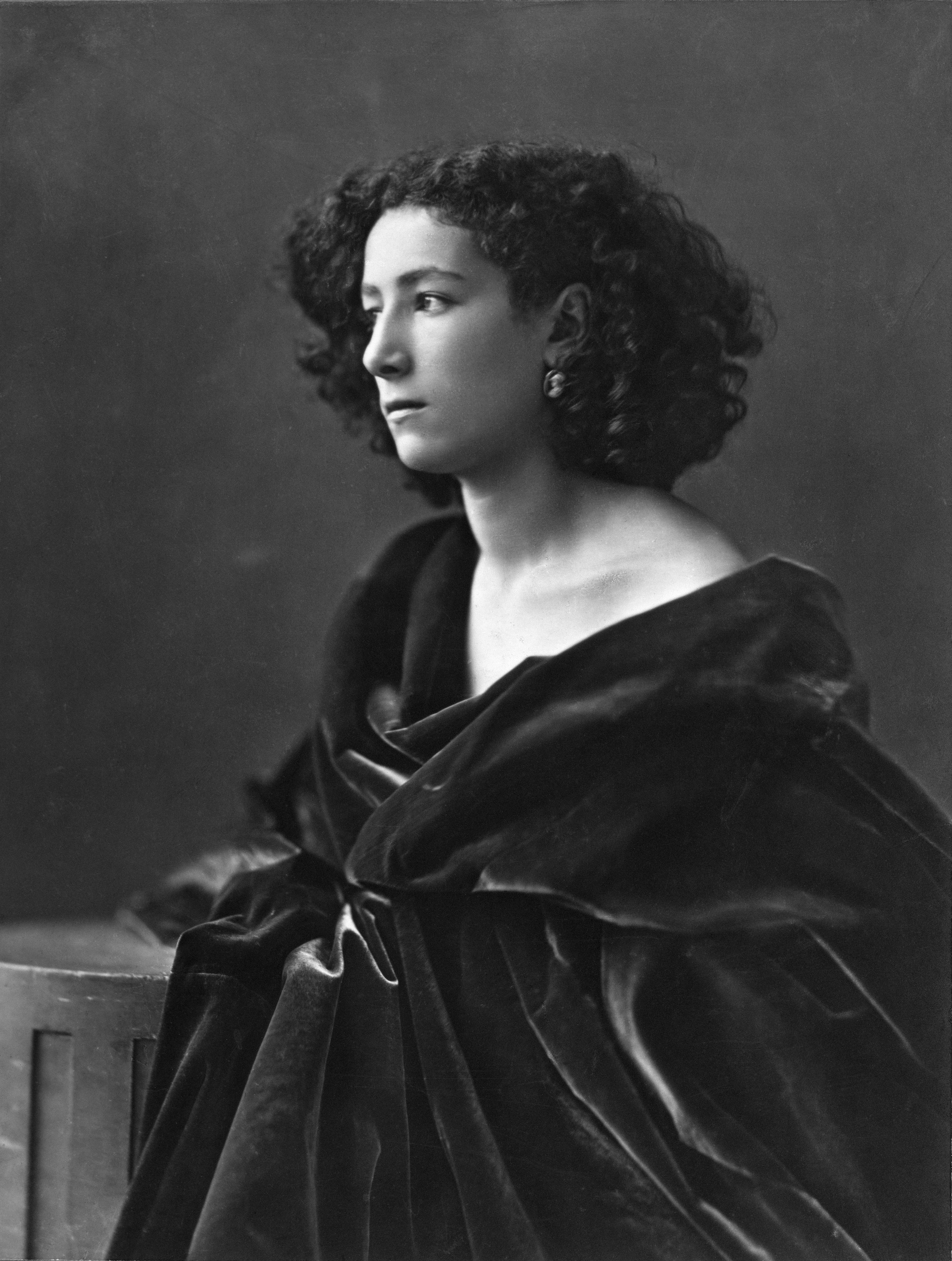
Sarah Bernhardtová
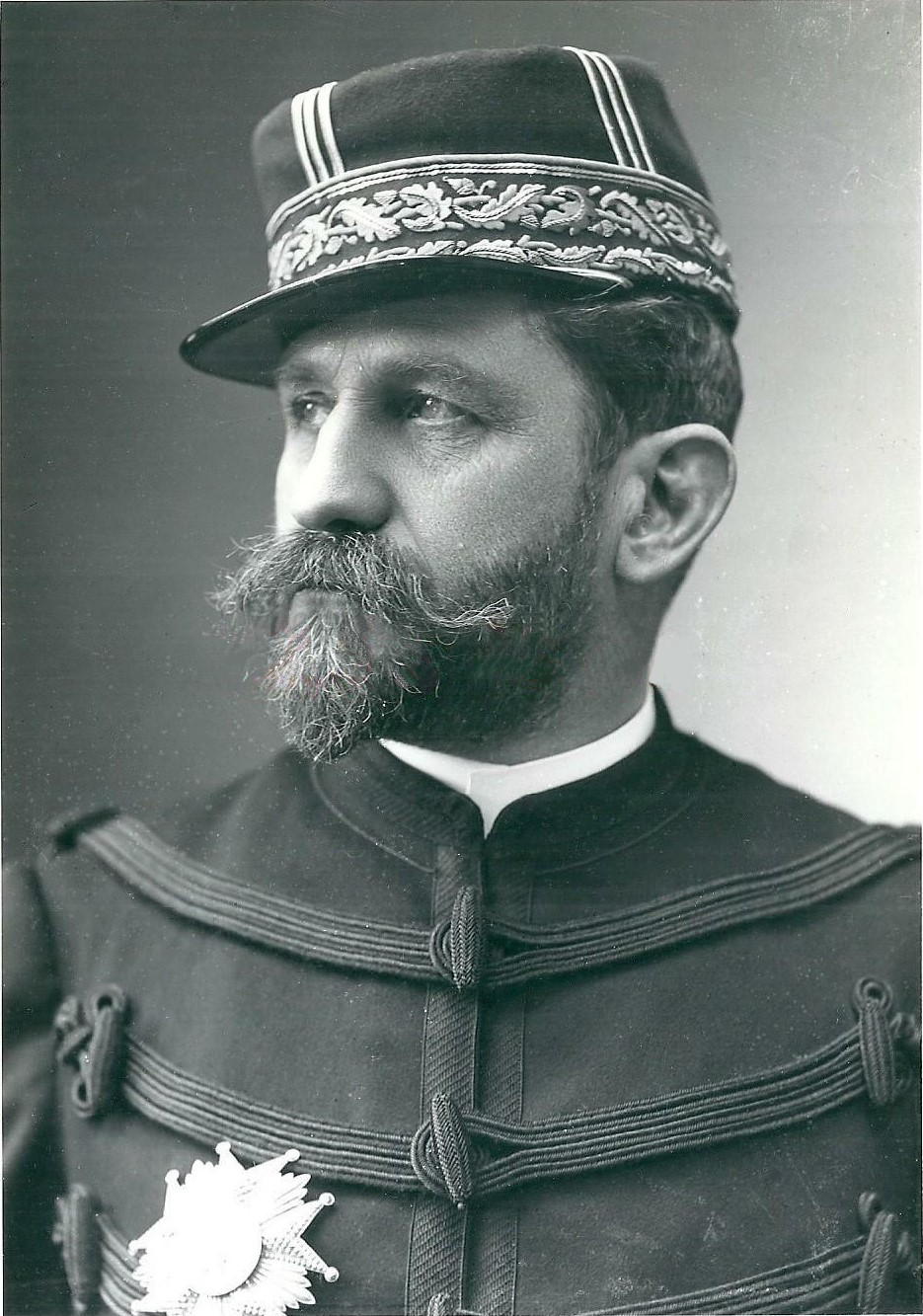
Georges Boulanger
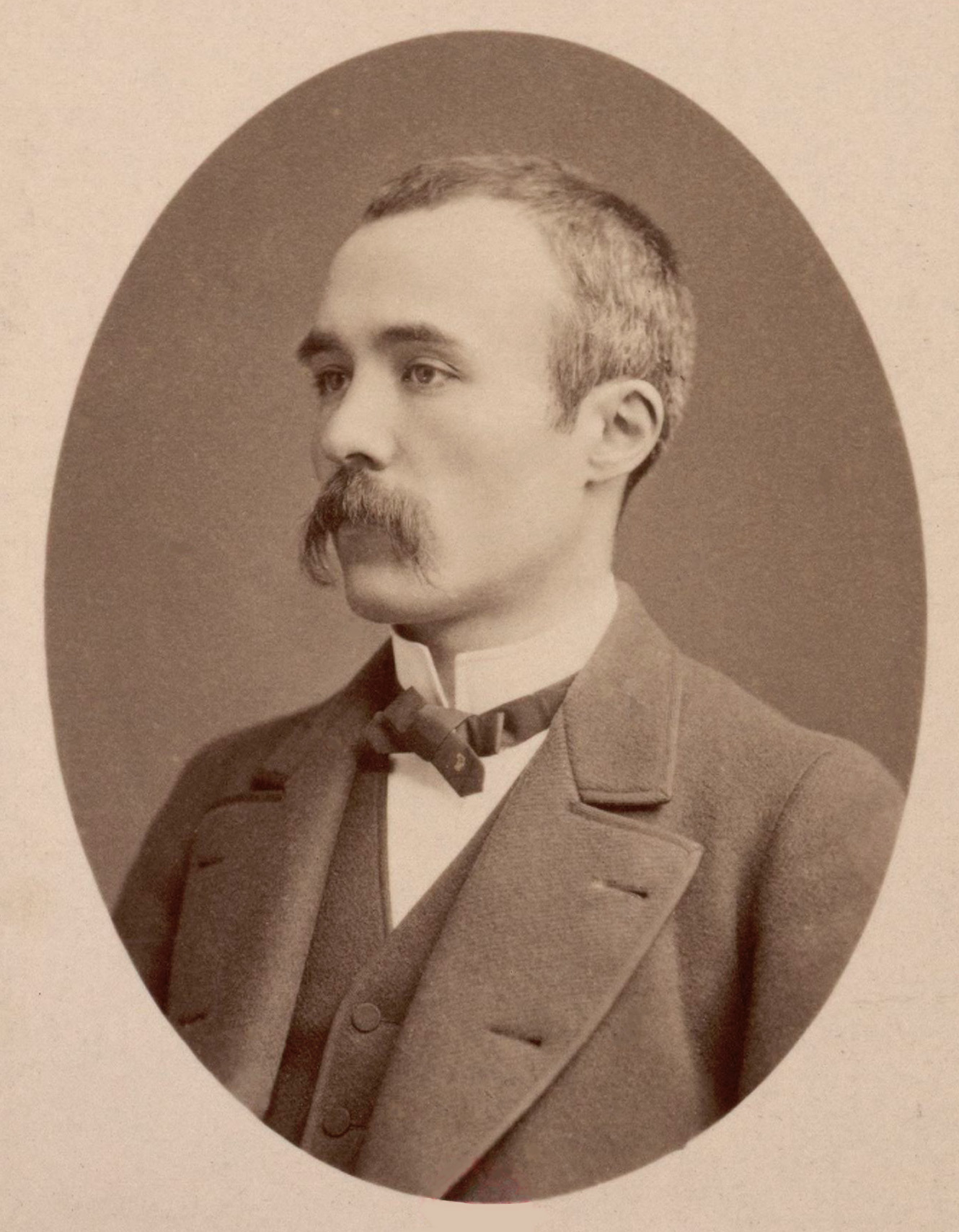
Georges Clemenceau
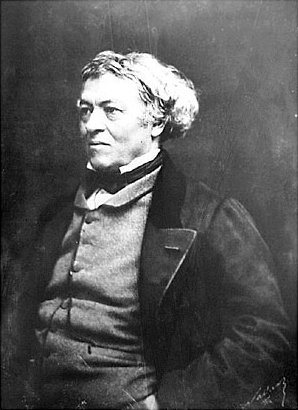
Camille Corot
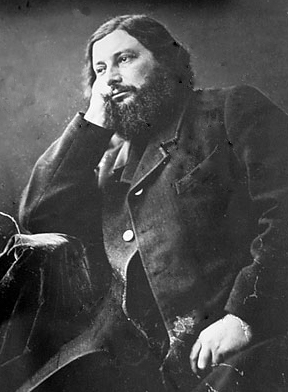
Gustave Courbet
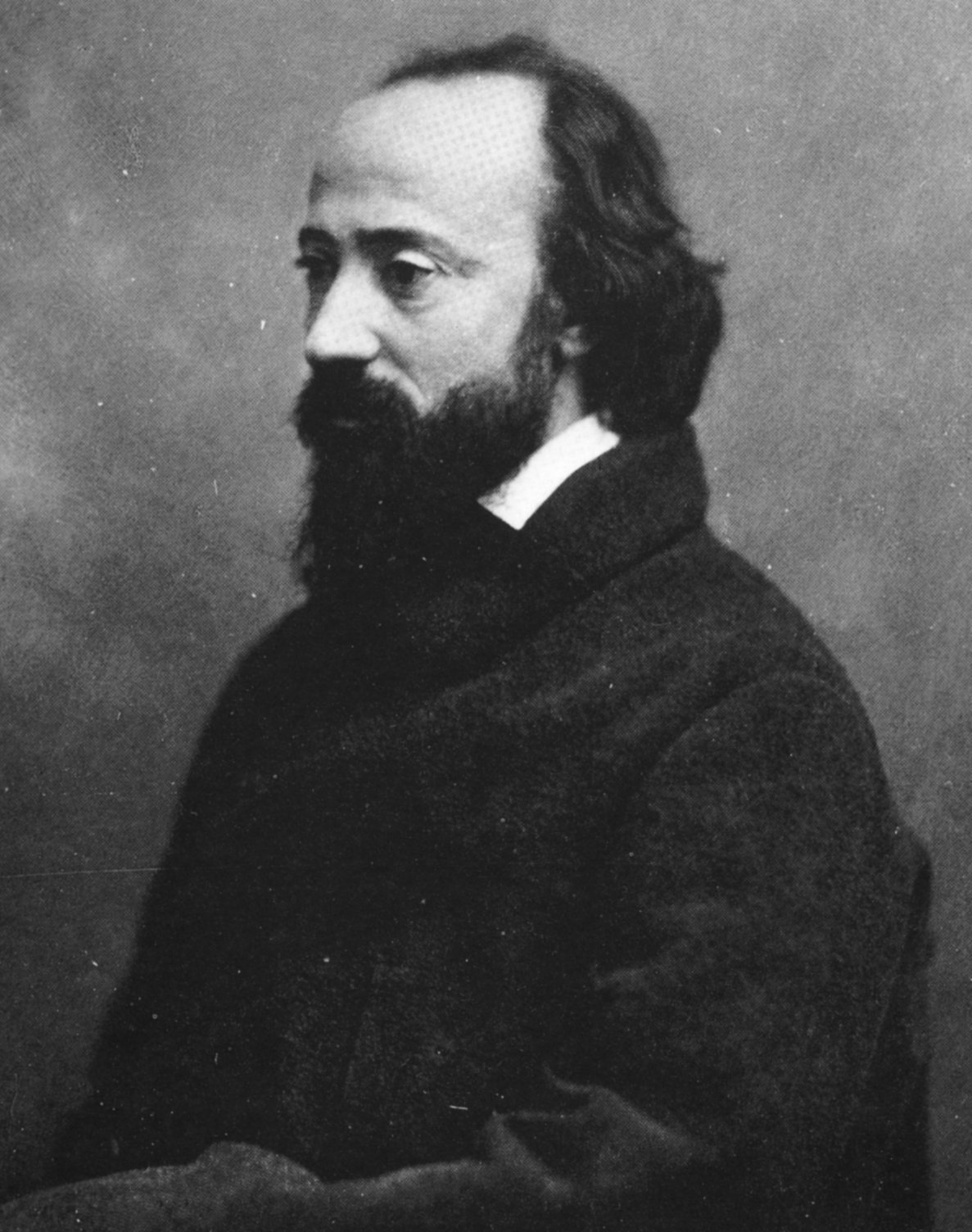
Charles-François Daubigny
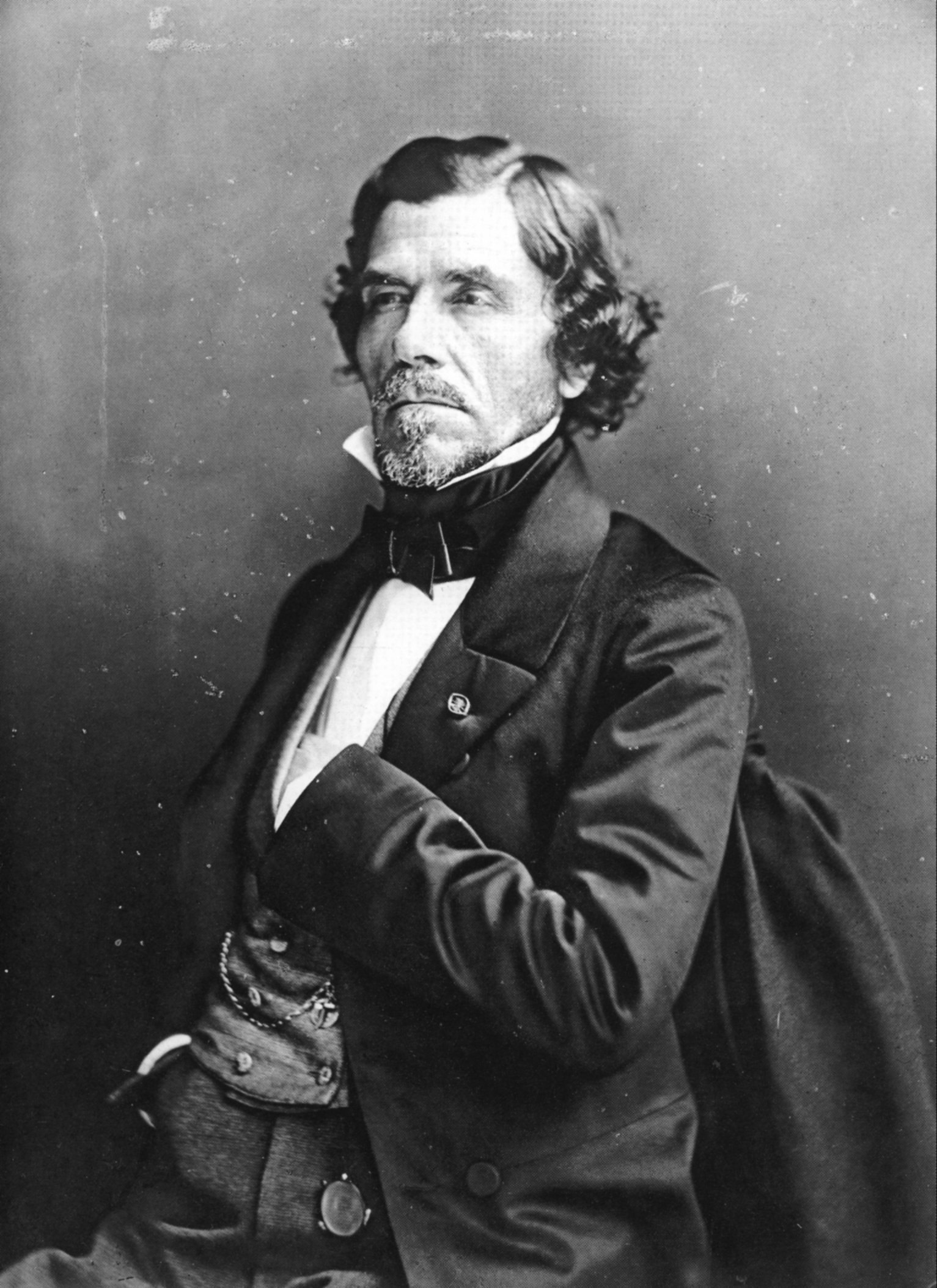
Eugène Delacroix
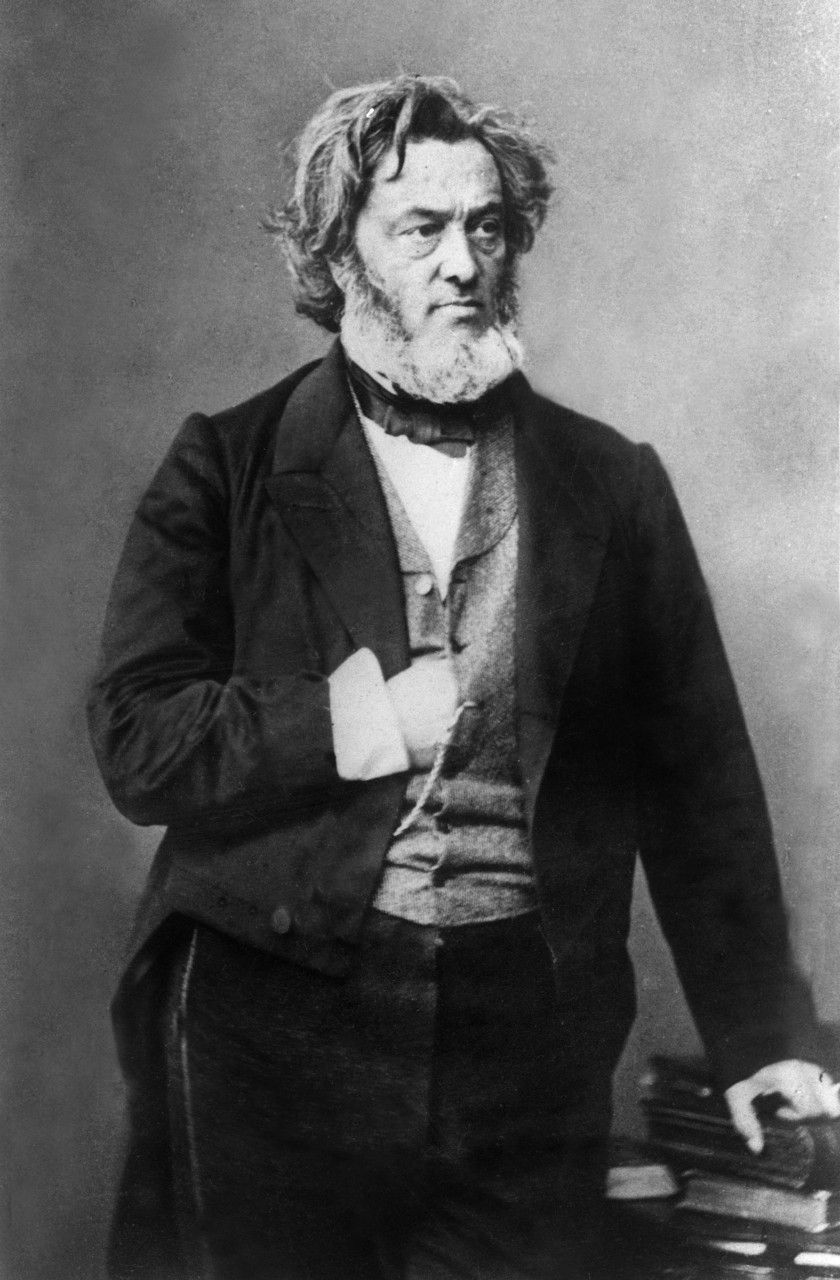
Jules Favre, 1865
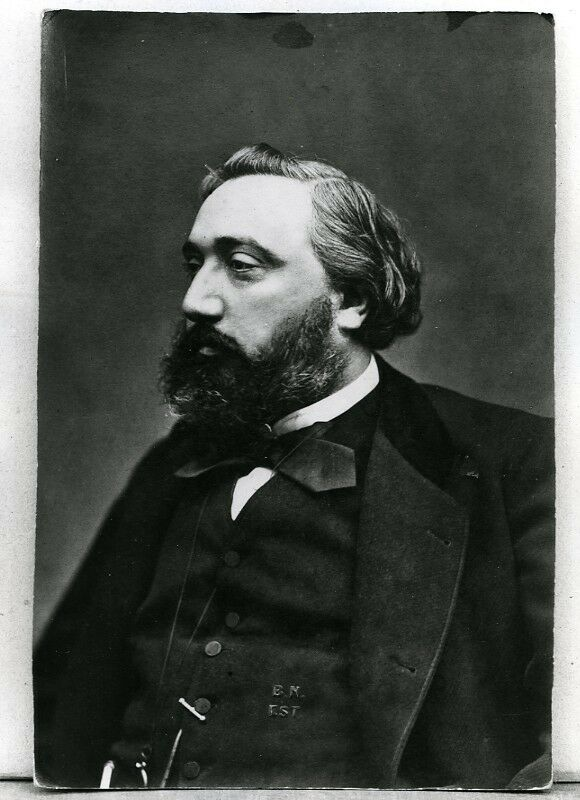
Léon Gambetta, 1870
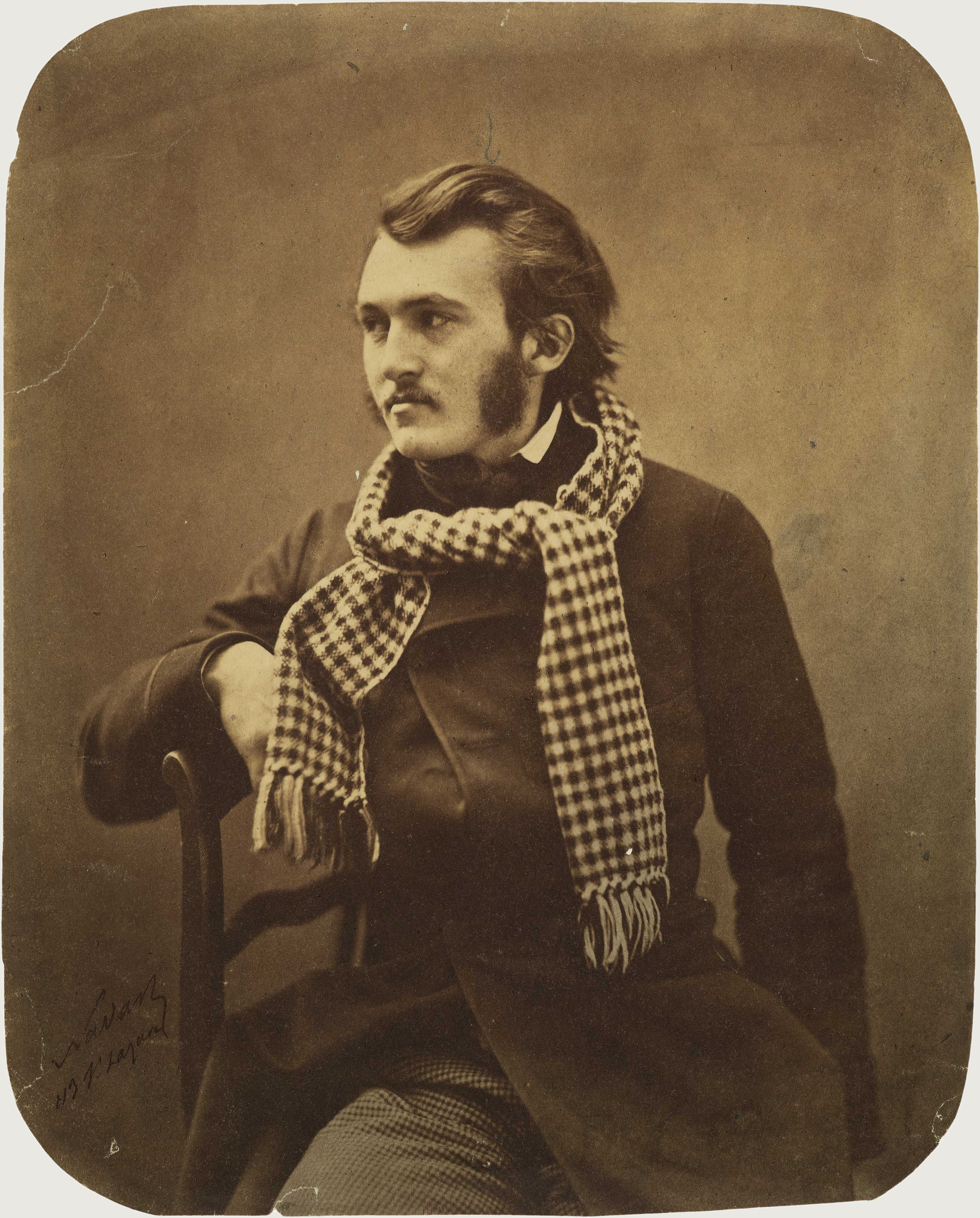
Gustave Doré, 1859
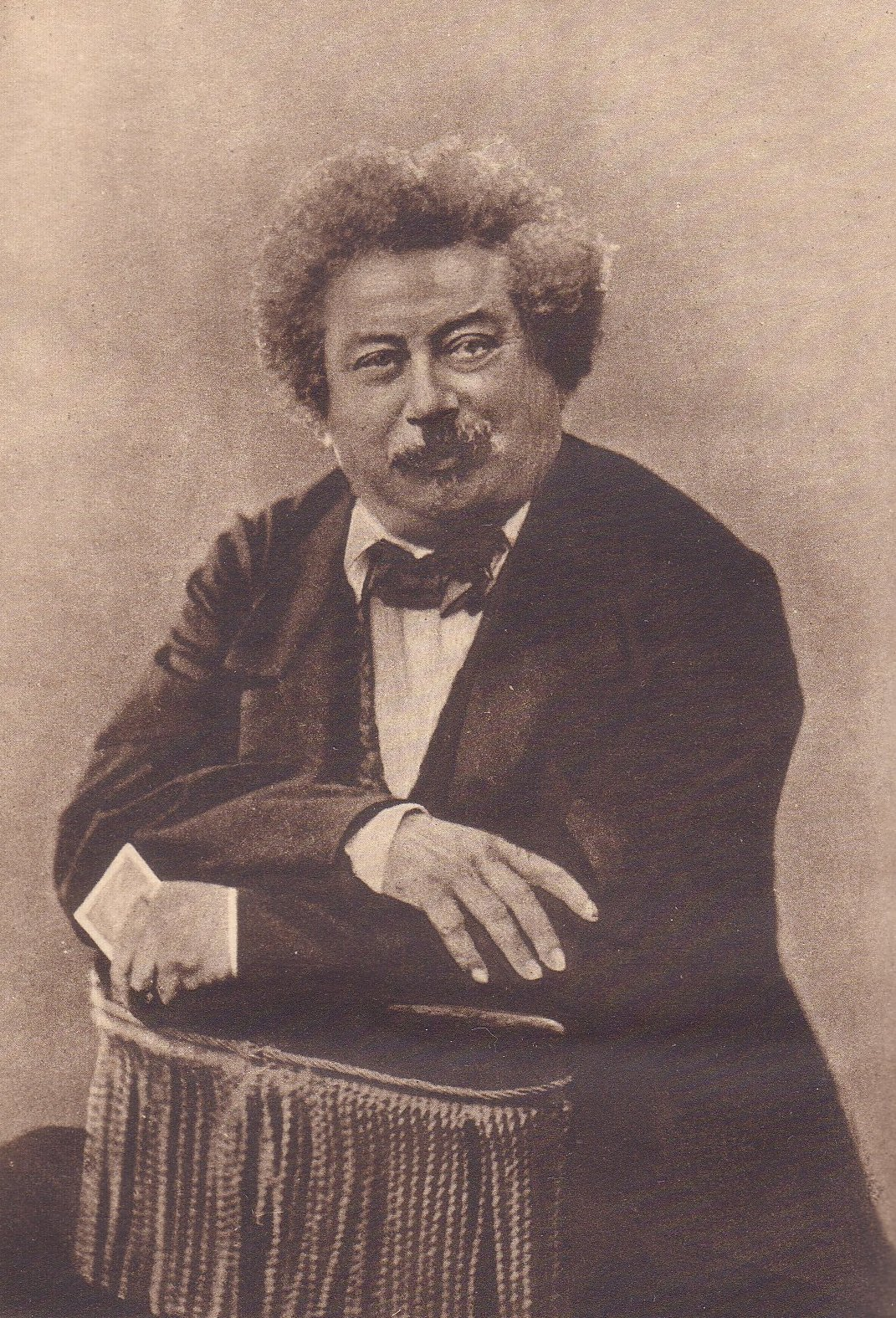
Alexandre Dumas
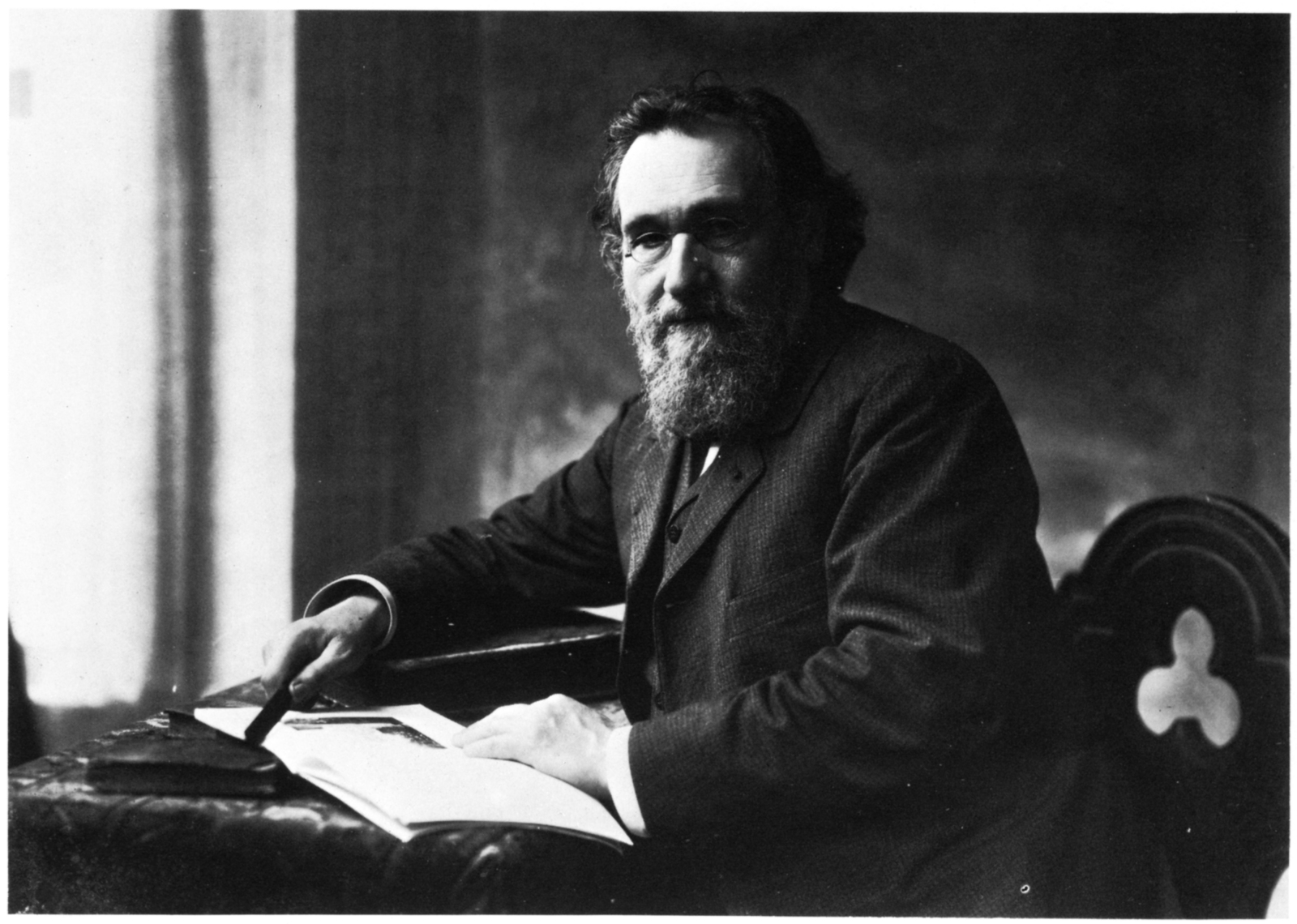
Ilja Iljič Mečnikov
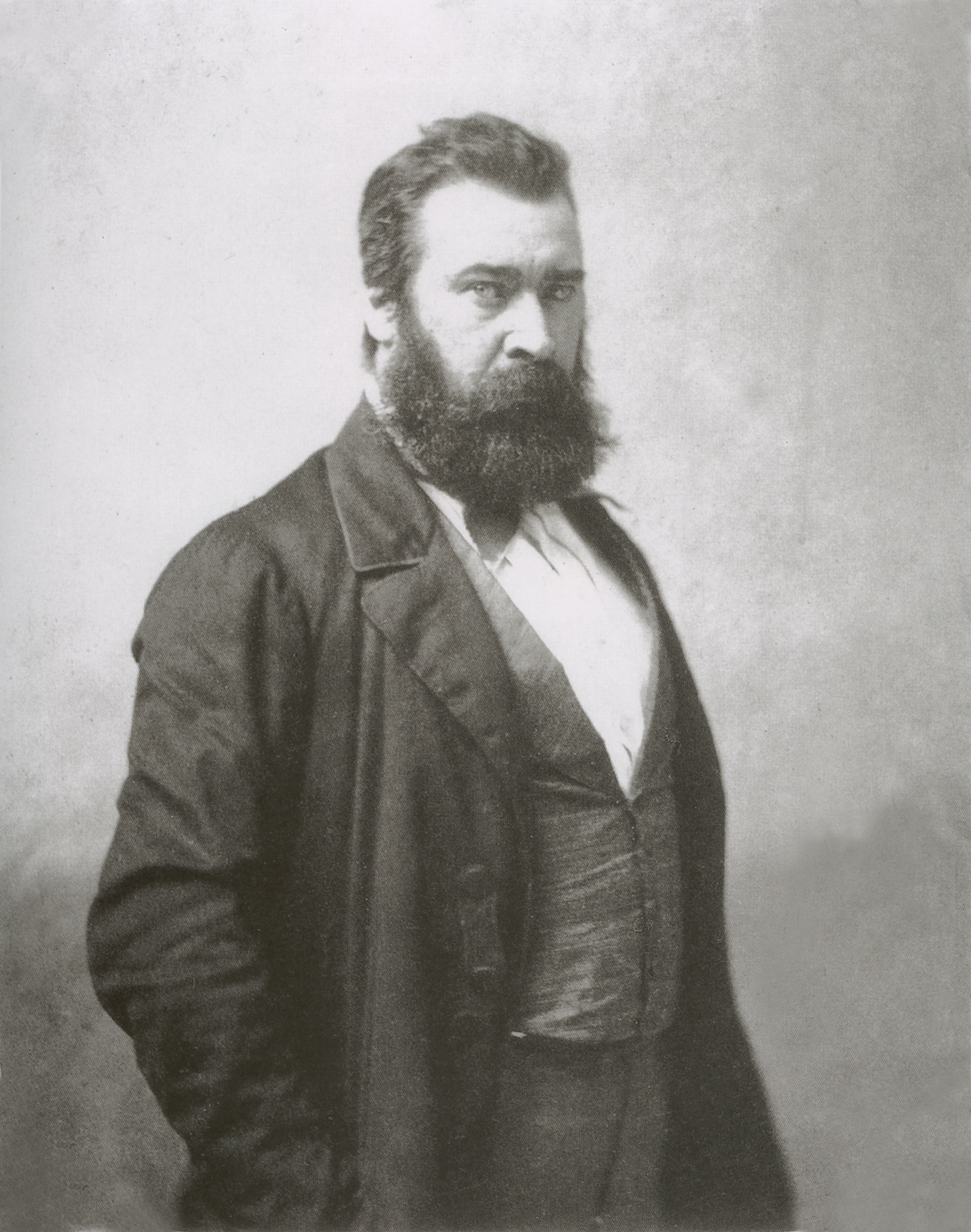
Jean-François Millet
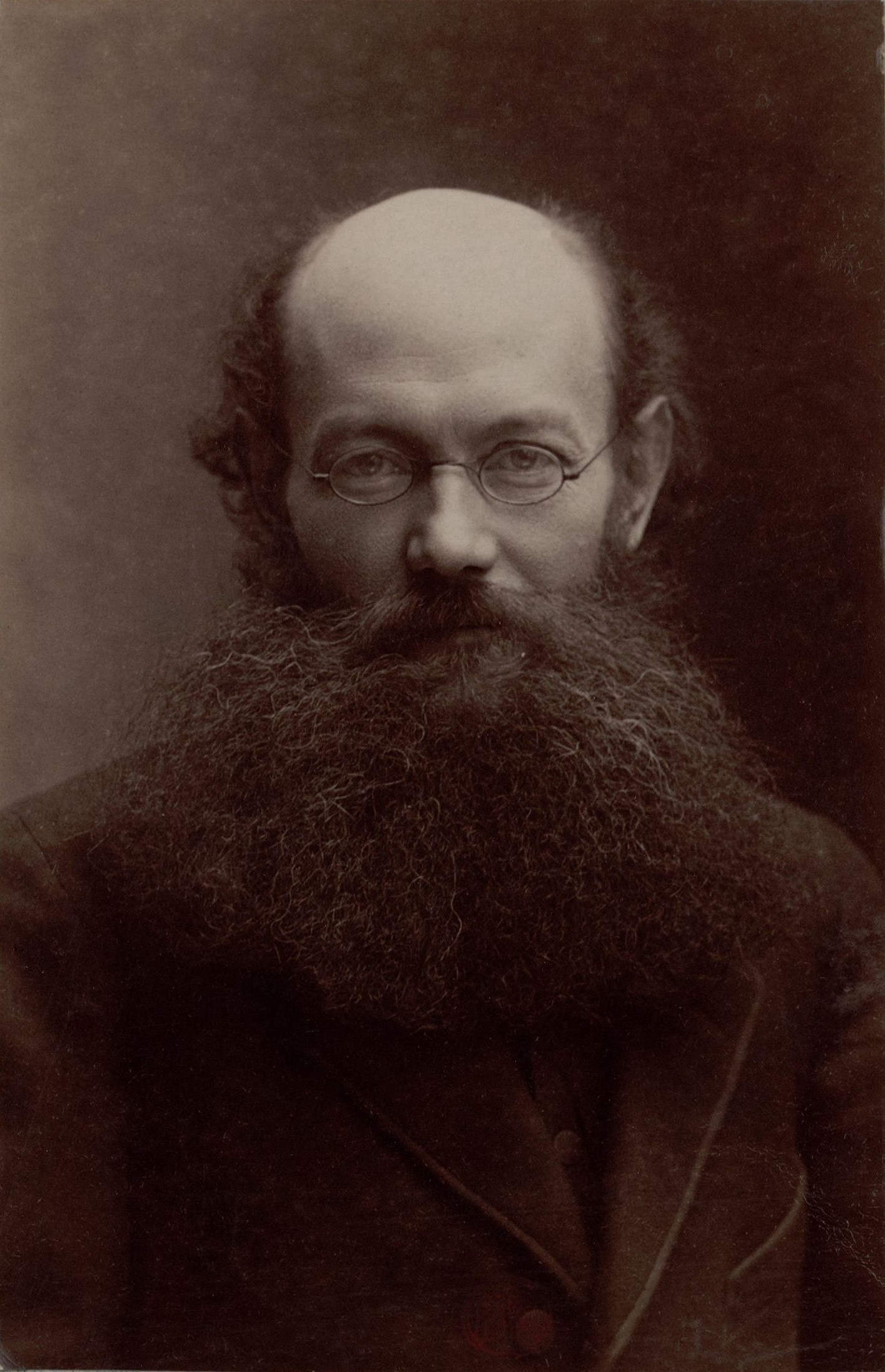
Peter Kropotkin
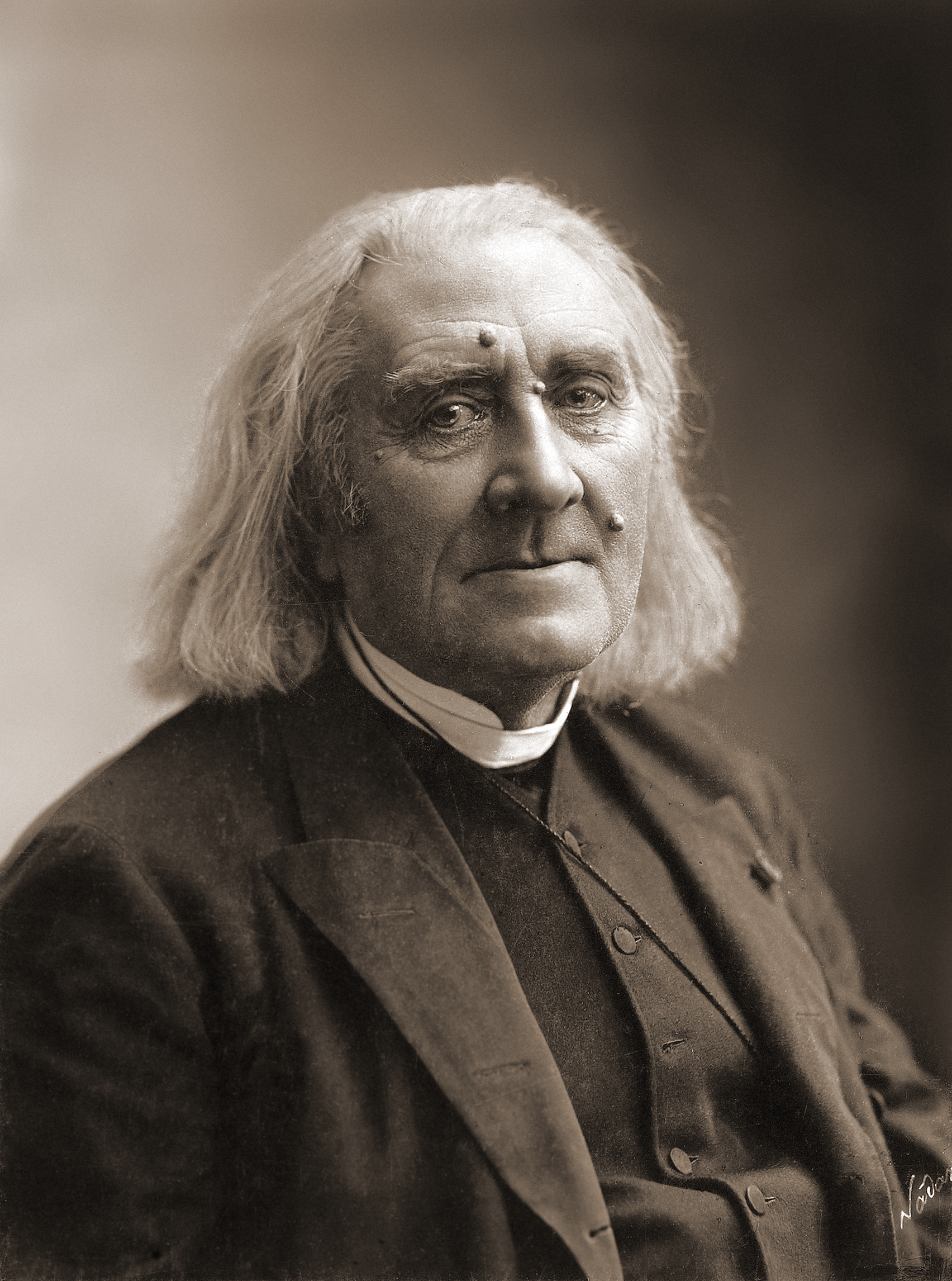
Ferenc Liszt
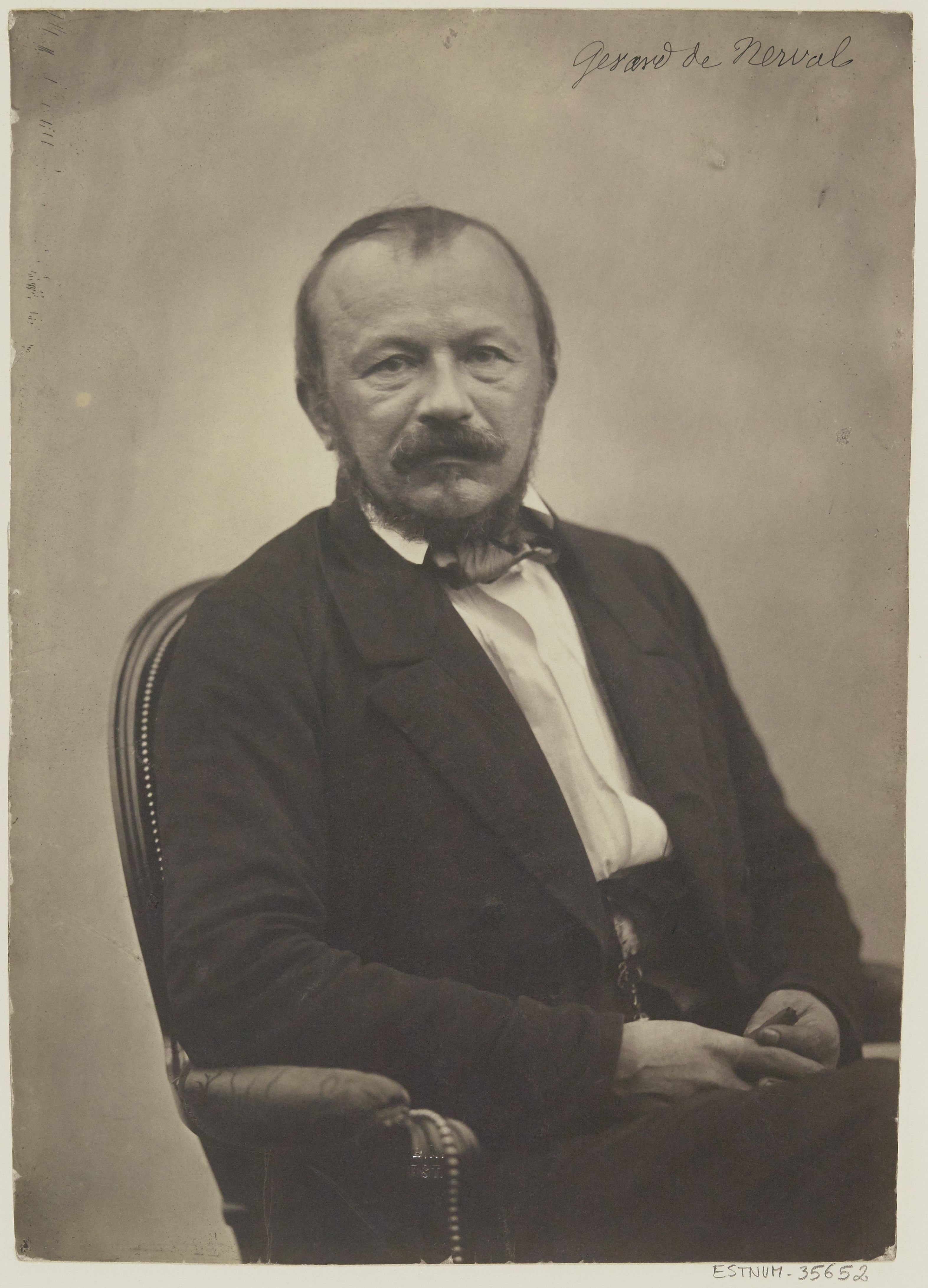
Gérard de Nerval
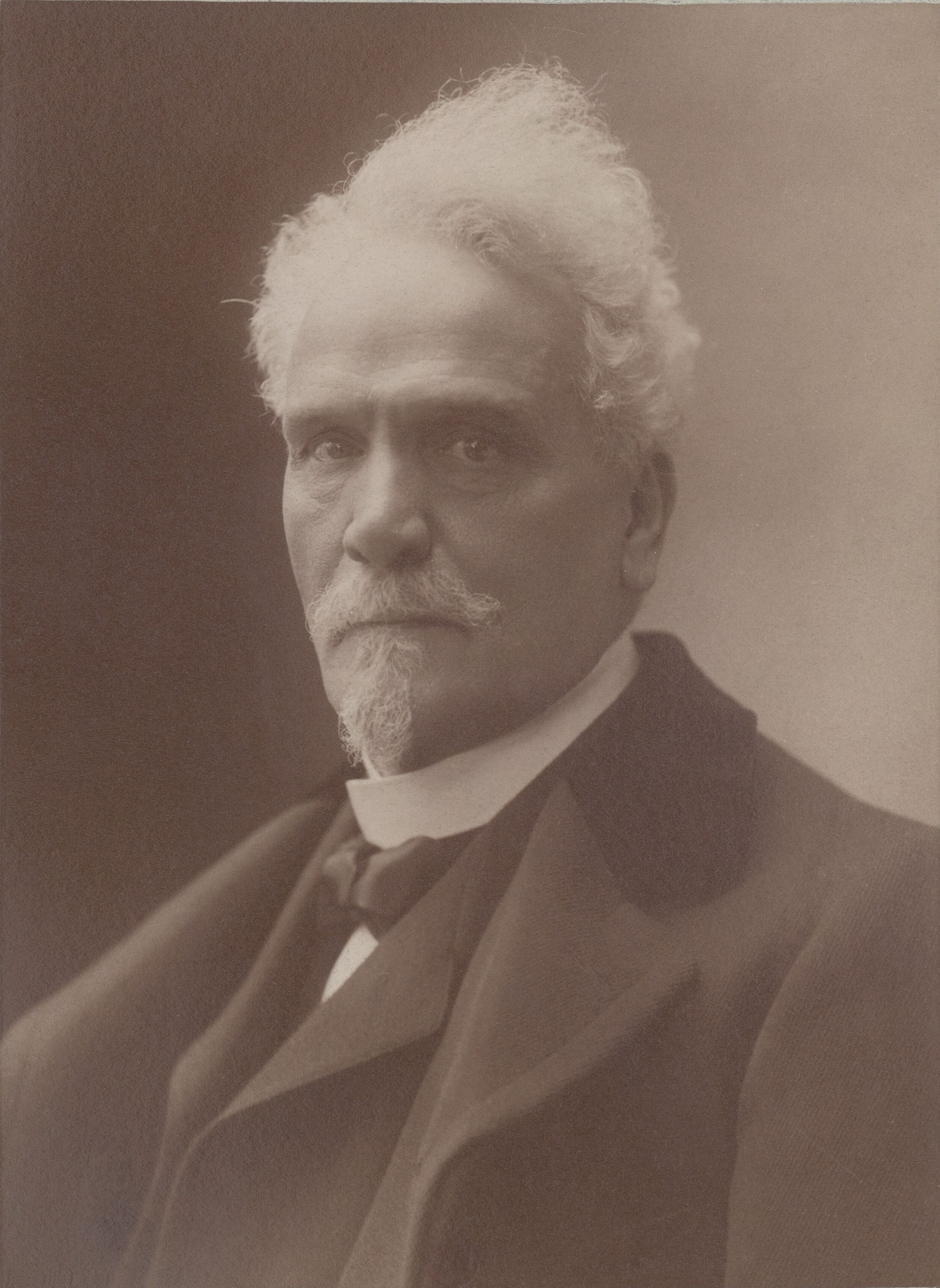
Henri Rochefort
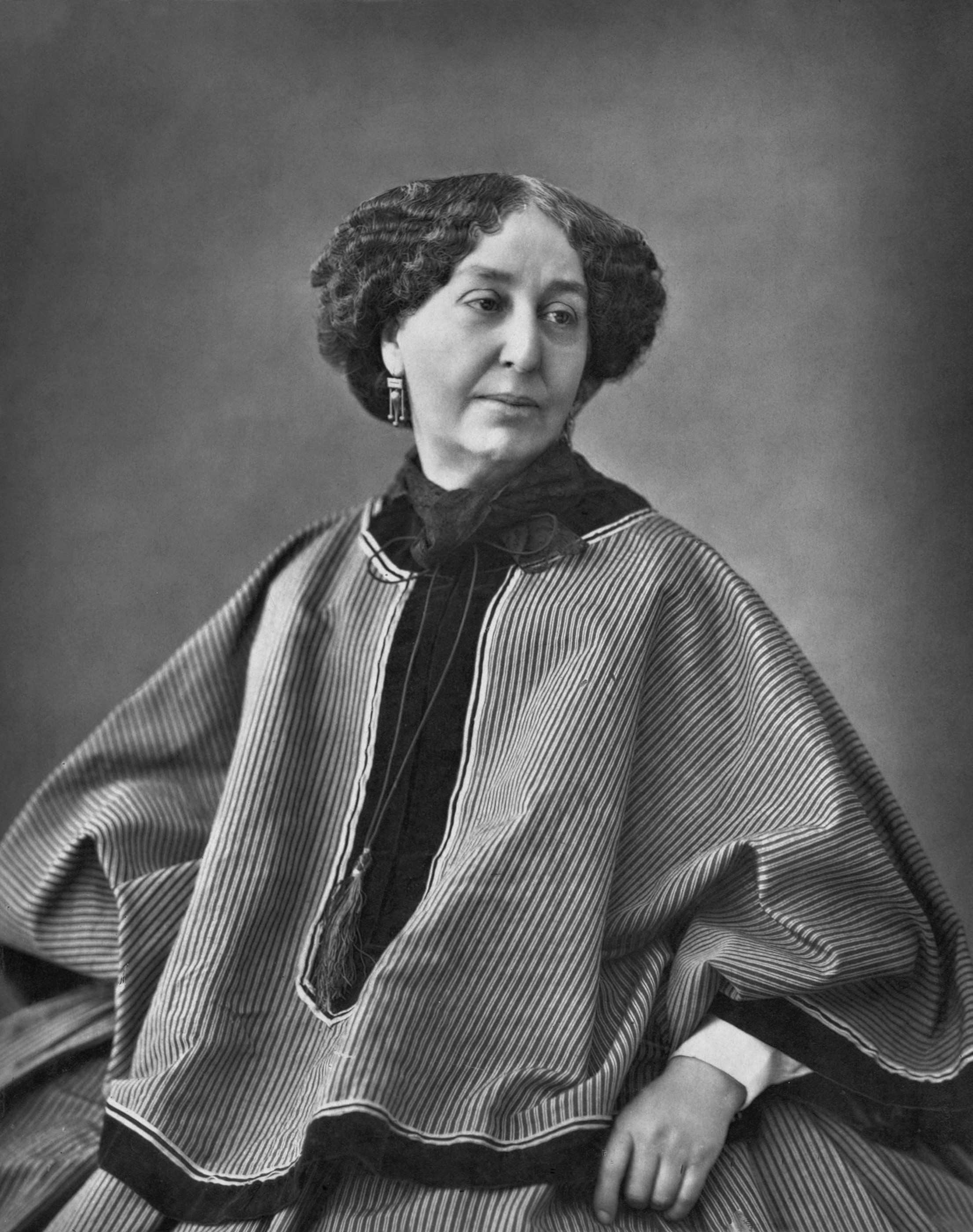
George Sandová, 1864
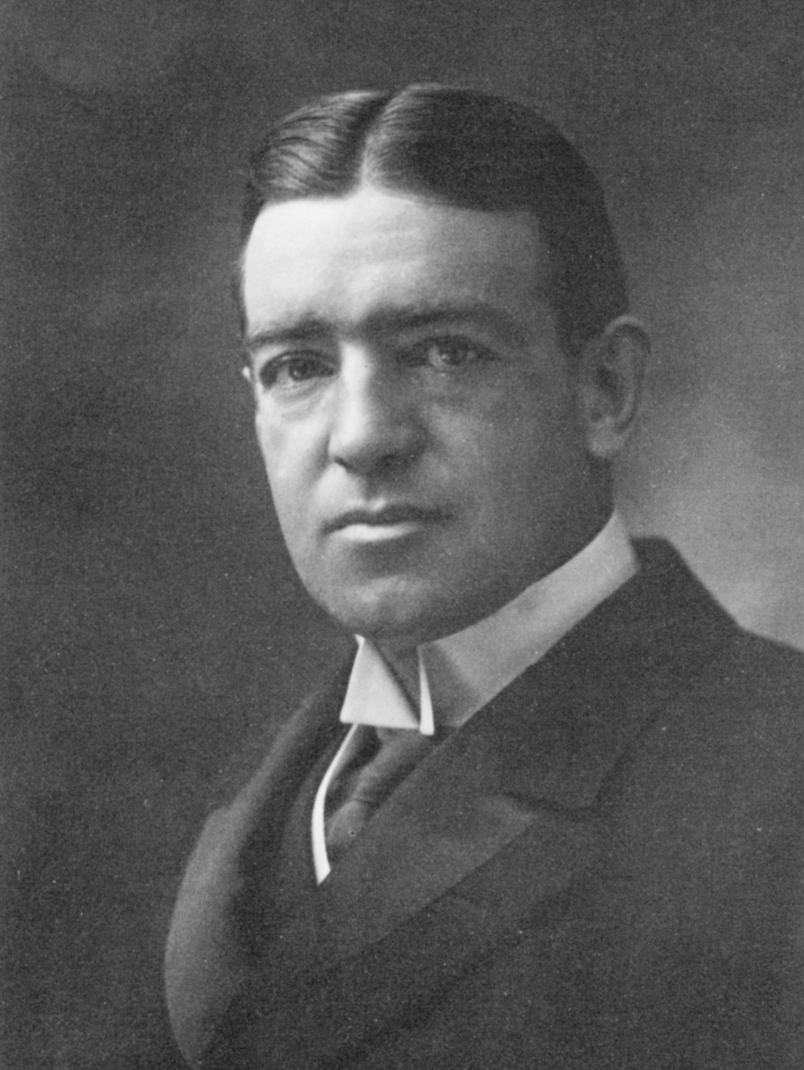
Ernest H. Shackleton
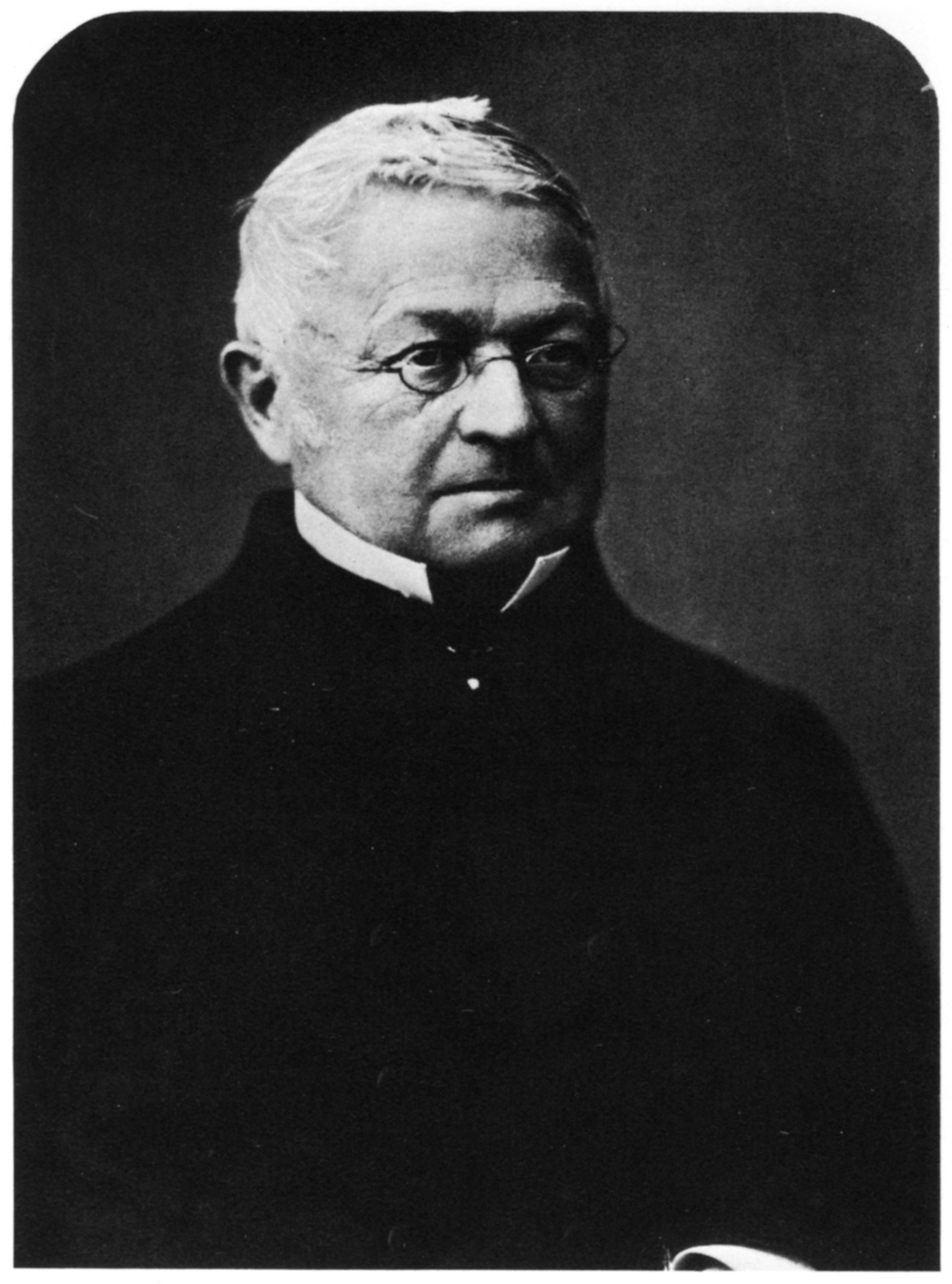
Adolphe Thiers
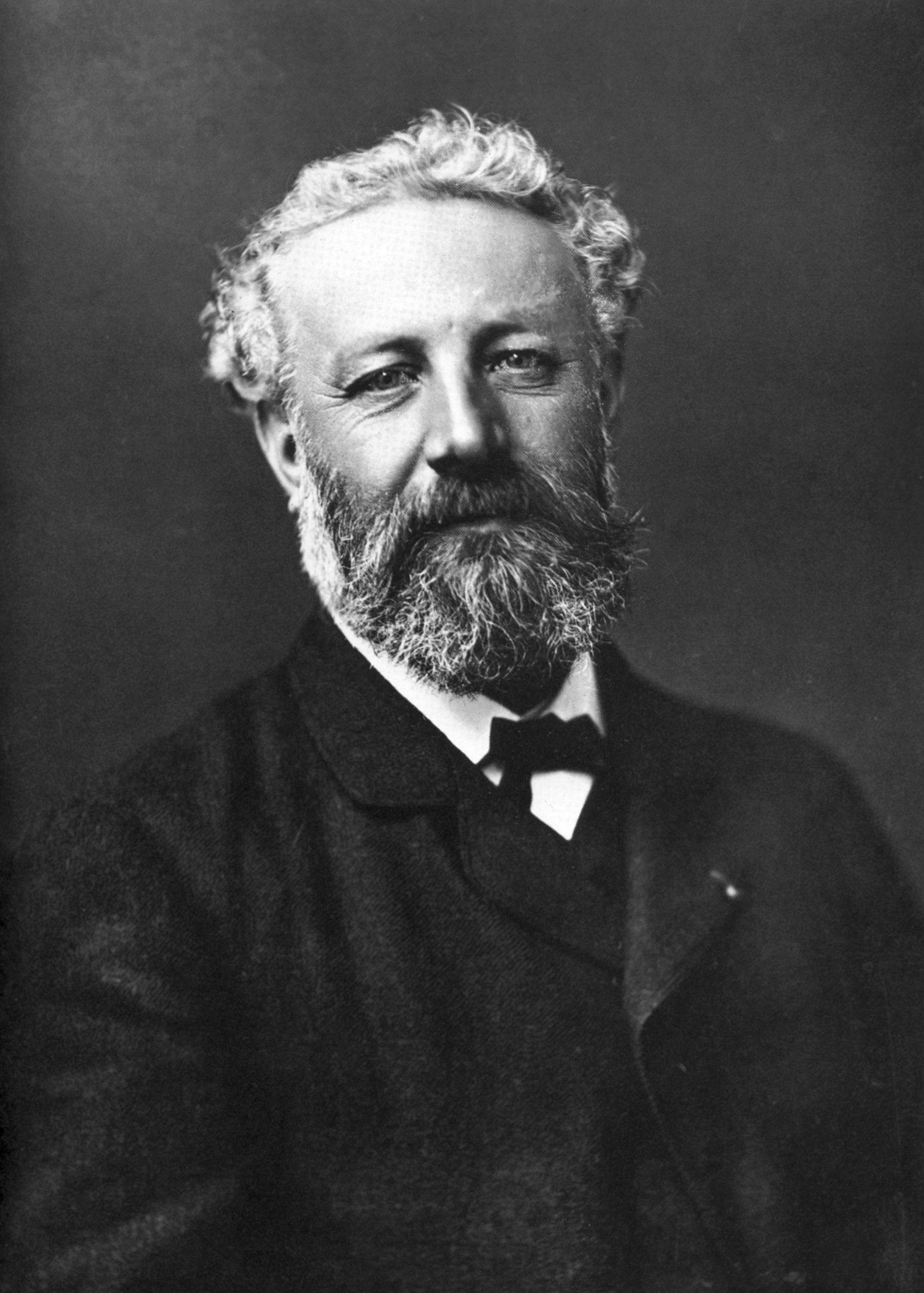
Jules Verne
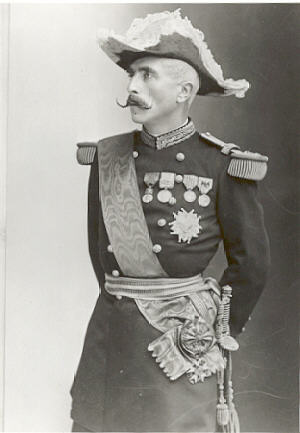
Marquis de Galliffet, fusilleur de la Commune
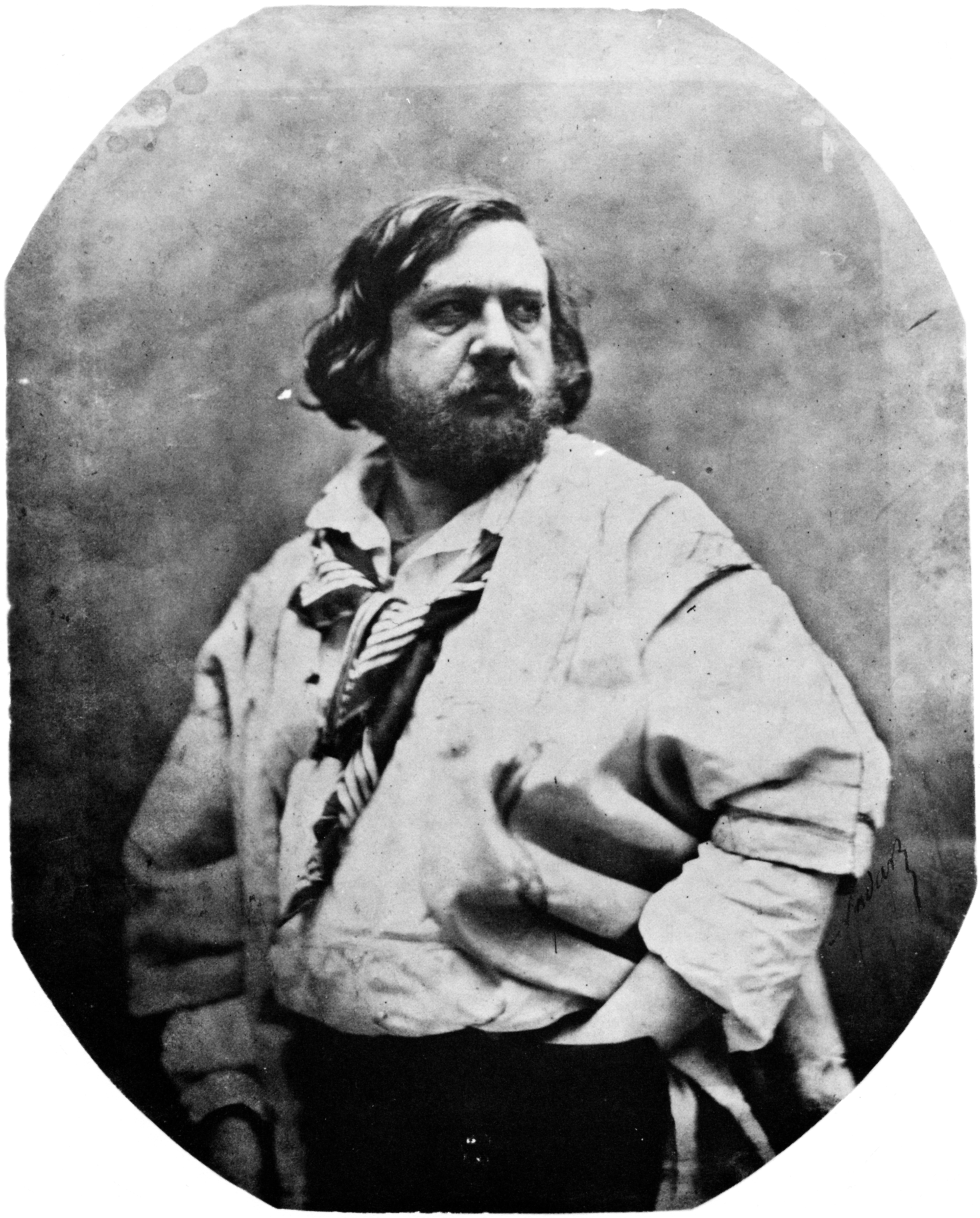
Théophile Gautier
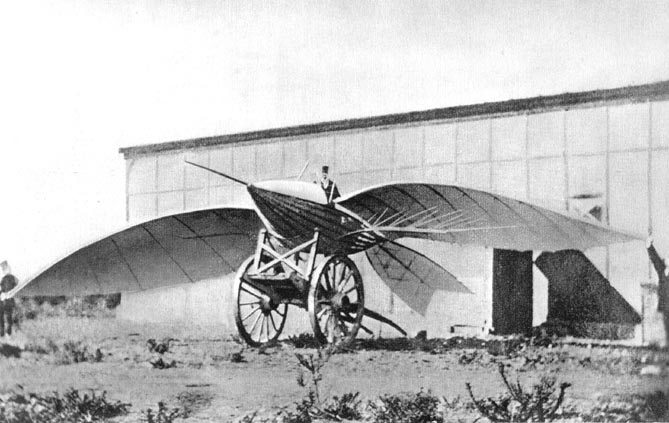
Le Bris a jeho létající stroj, Albatros II
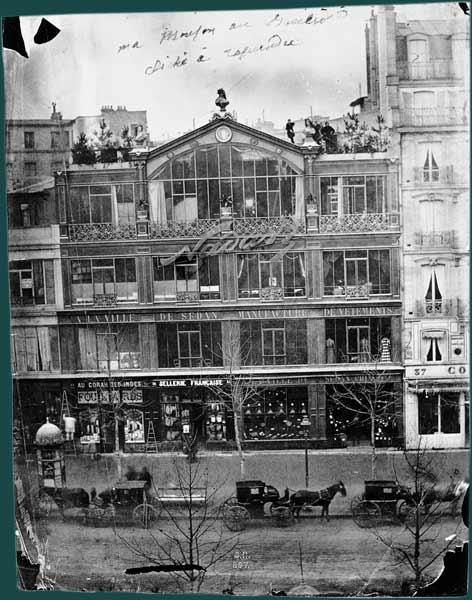
Nadarův fotografický ateliér, Boulevard des Capucines, Paříž, 1860